# تاسوكو إيشيكاوا
تاسوكو إيشيكاوا (باليابانية: 石川 扶) (2 يوليو 1984 في يوكوسوكا في اليابان – )؛ هو لاعب كرة قدم كان يلعب كحارس مرمى.

## وصلات خارجية
- تاسوكو إيشيكاوا على موقع قاعدة بيانات كرة القدم.إي يو (الإنجليزية)
- تاسوكو إيشيكاوا على موقع Soccerway.com (الإنجليزية)